# Nécropole de Mille Écus
La nécropole de Mille Écus est un ensemble de trois tumuli situé à Benon, dans le département de la Charente-Maritime en France.

## Description
Le site ne fut découvert qu'en 1981. Il se compose de trois tumuli allongés dénommés A, B et C. Un premier sondage fut effectué dans le tumulus A, en août 1983, par Roger Joussaume et Frédéric Bouin y mena une campagne de fouilles entre 1986 et 1990.

### Tumulus A
Le tumulus A, le plus à l'ouest du groupe est désormais en partie détruit par la mise en culture du champ où il est situé. Il est orienté est-ouest. La longueur initiale du monument a été estimée à 38 m d'après la longueur des carrières d'extraction qui l'entourent mesurées par résistivité, de la même manière la largeur de l'extrémité ouest, désormais complètement arasée, a été estimée à 5 m. Coté est, le tumulus mesure 11 m de large. À l'origine, il s'agissait donc d'un tumulus de forme trapézoïdale allongée du même type que ceux visibles à Champ Châlon.
La fouille de l'extrémité est a révélé une structure composée de deux parties distinctes. La première partie, correspondant aux cinq premiers mètres, est un mélange de terre et de pierrailles sans structure interne hormis un renfort dans l'angle nord-est constitué de grosses pierres. Le tout est ceinturé par un mur de parement extérieur. La seconde partie, qui ne fut étudiée que sur 4 m de longueur, comporte une structure interne de type alvéolaire similaire à celle découverte dans le tumulus C de Champ Châlon I.
La chambre funéraire se situait près de l'extrémité ouest du tumulus. Elle fut en partie creusée dans le sol et ne fut donc pas complètement détruite par les labours successifs. De forme rectangulaire, elle mesurait environ 3,50 m de long sur 2,50 m de large. Elle était orientée dans l'axe du tumulus et ouvrait au nord par un couloir d'accès de 1 m de long sur 1 m de large dont seules les deux tranchées de fondation subsistaient lors des fouilles. Cette ouverture au nord est suffisamment peu courante dans la région pour être soulignée mais elle existe aussi dans le tumulus A de Champ Châlon I. Par ailleurs, comme ces deux monuments se caractérisent aussi comme étant tous deux situés à l'extrémité ouest d'une nécropole, Frédéric Bouin estime qu'il ne s'agit pas d'une coïncidence mais résulte d'un plan d'ensemble mûrement réfléchi.
Le sol de la chambre comportait un dallage particulièrement soigné allant depuis l'entrée du couloir jusqu'au fond de la chambre. L'absence de dallage sur tout le pourtour des parois de la chambre remplacé sur toute la hauteur du remplissage de la chambre par une couche de sédiment conduit Frédéric Bouin à penser que les parois de la chambre auraient été construites dans un matériau périssable (bois).
Les dents retrouvées lors de la fouille correspondent à six individus différents. Le mobilier funéraire découvert comprend un long poinçon en os et les fragments d'un second, des éléments de parure (dentales, canine de canidé perforée, molaire de suidé), une pointe de flèche tranchante, divers éclats de silex et quelques tessons de poterie en mauvais état.

### Tumulus B
Le tumulus B est situé à environ 300 m à l'est du tumulus A. Il mesure 40 m de long sur 18 m de large et environ 0,90 m de haut, la partie est étant légèrement plus élevée que la partie ouest. Il est orienté ouest-nord-ouest / est-sud-est. Les dépressions découvertes dans le sol naturel sur les longs côtés du tumulus indiquent que les matériaux nécessaires à sa construction furent prélevés sur place.

### Tumulus C
Le tumulus C est situé à environ 400 m à l'est du tumulus B. Il est orienté est/est-ouest. Il mesure 23 m de longueur sur 10 m de largeur et 1,10 m de hauteur, la partie orientale étant légèrement plus élevée que la partie occidentale. Comme pour le tumulus B, les fossés creusés dans le sol bordant les longs côtés correspondent à des carrières d'extraction.
L'édifice a été endommagé lors de travaux forestiers et plusieurs petites dalles, de 0,50 m de côté, furent détachées du tumulus et gisent désormais sur et autour de ce dernier.